# Lipov
Lipov (in tedesco Lippau) è un comune della Repubblica Ceca facente parte del distretto di Hodonín, in Moravia Meridionale.